# Elatostema brachyodontum
Elatostema brachyodontum är en nässelväxtart som först beskrevs av Hand.-mazz., och fick sitt nu gällande namn av Wen Tsai Wang. Elatostema brachyodontum ingår i släktet Elatostema och familjen nässelväxter. Inga underarter finns listade i Catalogue of Life.